# Fiat 15
Il Fiat 15 è un autocarro militare leggero prodotto dalla Fiat Veicoli Industriali ed impiegato dal Regio Esercito nella Guerra italo-turca e nella prima guerra mondiale. Fu prodotto su licenza anche dalla russa ZIL come F-15.

## Storia
Nel 1909 il Regio Esercito richiese un autocarro leggero multiruolo, per trasporto di personale e materiali. Carlo Cavalli della Fiat Veicoli Industriali progettò così il Fiat 15. L'autocarro entrò in servizio nel 1911 e venne massicciamente impiegato nella Guerra italo-turca. Nel 1911 entrò in produzione la versione Fiat 15 bis, detto anche Libia perché destinata all'impiego in questa colonia, sostituita nello stesso ruolo, nel 1913 dalla Fiat 15 ter. Questa versione venne prodotta su licenza in 6.285 esemplari dalla russa AMO/ZIL, che lo denominò F-15. Durante la prima guerra mondiale, alla sua produzione per le forze armate si affiancò quella del Fiat 18.
Il telaio dell'autocarro civile fu impiegato, tra gli innumerevoli allestimenti personalizzati delle tante carrozzerie, anche per l'allestimento di autobus ed autopompe per i corpi dei pompieri civici.

## Tecnica

Ambulanza del Regio Esercito su Fiat 15 ter.

L'autotelaio è su 4 ruote a razze, le anteriori sterzanti e le posteriori motrici e gemellate. Il motore, anteriore, è sul Fiat 15 un Fiat Brevetti 15/20 da 3053 cm³ quadricilindrico a benzina, innovativo per la presenza di una pompa per il carburante in luogo dell'alimentazione per gravità. Il Fiat 15 bis mantiene la stessa motorizzazione, mentre il Fiat 15 ter monta un motore a benzina Fiat 53A da 4398 cm³ più potente, con la velocità che passa da 35 km/h a 40 km/h e ruote a disco d'acciaio.

## Impiego in combattimento

Autoblindo Fiat Arsenale basata sul Fiat 15 bis.

Il Fiat 15 fu il protagonista assoluto della prima motorizzazione delle forze armate italiane ed il Regio Esercito acquisì tutte le versioni dell'autocarro in molti allestimenti, tra i quali autoambulanza, autofficina, autofotoelettrica ed autopompa. Accanto all'uso come mezzo logistico, l'Italia fu il primo paese ad impiegare il mezzo a motore direttamente in combattimento. Infatti il Fiat 15 bis venne usato come base per la costruzione della autoblindo Fiat Arsenale, impiegata nella guerra italo-turca insieme alla Bianchi. Dopo la Grande Guerra, sull'autotelaio del Fiat 15 ter venne prodotta dalle acciaierie di Terni la blindo Fiat-Terni Tripoli, che trovò impiego in Tripolitania durante la riconquista della Libia nelle squadriglie autoblindo dei Cacciatori d'Africa; durante questa campagna le squadriglie vennero motorizzate anche con numerosi autocarri armati Fiat 15 ter (definiti al tempo "carri armati"), protetti artigianalmente con lamiere blindate ed armate con tre mitragliatrici Schwarzlose con 15.000 colpi, condotte da un equipaggio di 4 uomini.

## Caratteristiche tecniche
| Modello                                                          | Anni di produzione | Tipo di motore      | Cilindrata cm³ | Potenza            | P.T.T. (in tonnellate) |
| ---------------------------------------------------------------- | ------------------ | ------------------- | -------------- | ------------------ | ---------------------- |
| Fiat 15/20 HP Base "Brevetti Tipo 2"                             | 1909 - 1910        | Fiat Brevetti 15/20 | 3053           | 16 a 1400 giri/min | 1,2                    |
| Fiat 15 - autotelaio, autobus                                    | 1911 - 1912        | Fiat Brevetti 15/20 | 3053           | 20 a 1400 giri/min | 2,5                    |
| Fiat 15 bis - autotelaio, autobus, autocarro, ambulanza          | 1912 - 1913        | Fiat Brevetti 15/20 | 3053           | 20 a 1400 giri/min | 3,1                    |
| Fiat 15 ter - autotelaio, autobus, autocarro, ambulanza          | 1913 - 1922        | Fiat 53A            | 4398           | 40 a 1400 giri/min | 3,95                   |
| Fiat 15 ter Militare - autotelaio, autobus, autocarro, ambulanza | 1913 - 1922        | Fiat 53A            | 4398           | 36 a 1600 giri/min | 3,75                   |
| AMO / ZIL F-15 - autotelaio, autobus, autocarro, ambulanza       | 1924 - 1931        | Fiat 53A            | 4398           | 40 a 1400 giri/min | 4                      |
| Fiat Bertone Tipo 15 ter - autobus                               | 1921 - 1922        | Fiat 53A            | 4398           | 40 a 1800 giri/min | 3,95                   |
| Fiat 502 F - autotelaio, autocarro                               | 1923 - 1926        | Fiat 101            | 1460           | 23 a 2600 giri/min | 2,07                   |